# 홍건적의 난

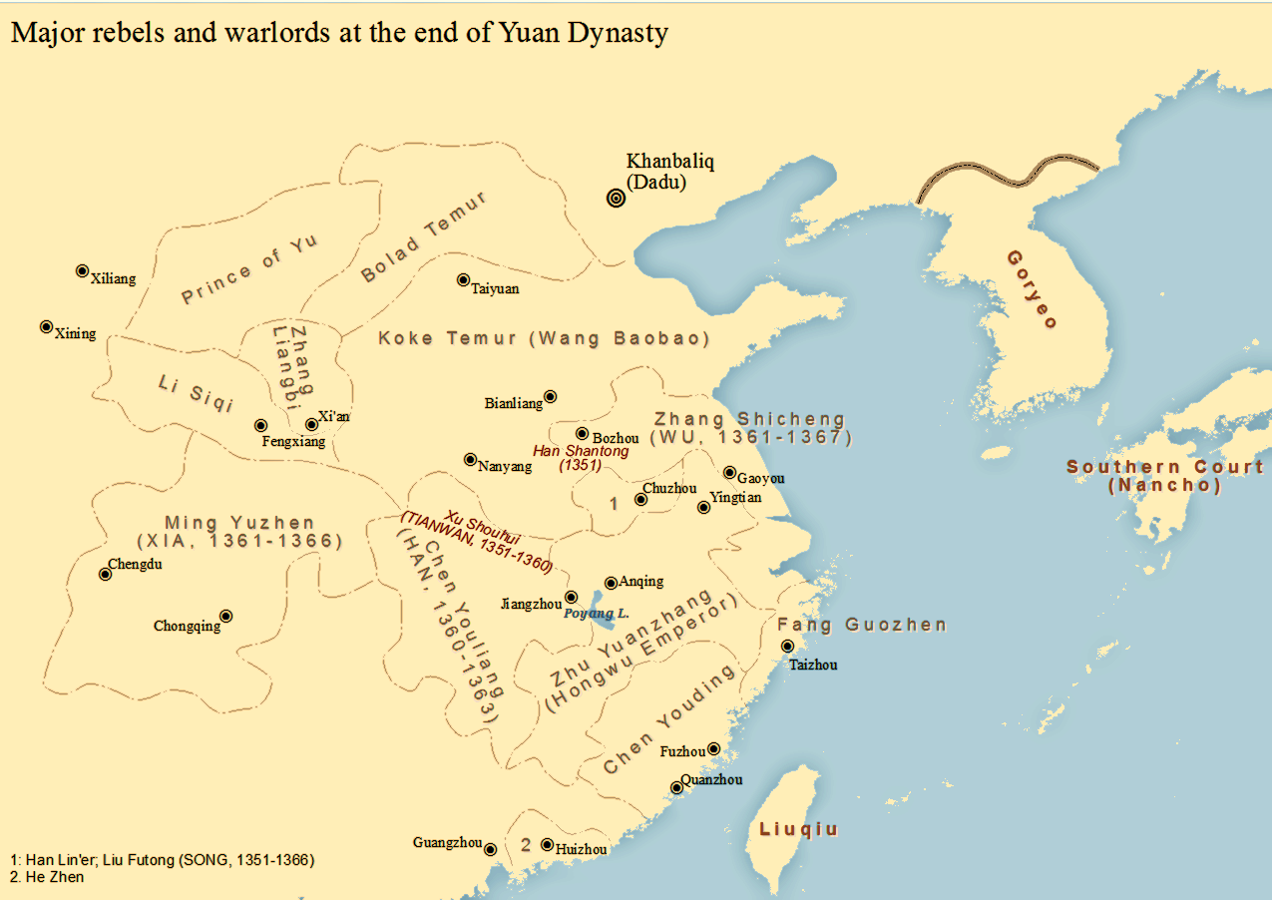

홍건의 난(紅巾之亂) 또는 홍건적의 난(紅巾賊之亂)은 원 말기에 한산동(韓山童)을 수장으로 뭉친 백련교도가 중심이 되어 봉기한 한족의 농민 반란군으로 머리에 붉은 수건을 둘렀기 때문에 홍건적이라는 이름이 붙었다. 홍건적은 홍적(紅賊)·홍두적(紅頭賊) 등으로도 불렸다.

## 개설
1348년 원나라에서는 절강의 방국진이 해상에서 반란을 일으킨 것을 시작으로 전국에서 차례로 반란이 일어나, 1351년에는 가노에 의해 황하의 개수 공사를 시키던 백련교도인 홍건당이 봉기했다. 그때 한산동은 미륵불(彌勒佛)이라고 자칭하며 민심을 선동하였다.
그 뒤 한산동은 관군에게 붙잡혔으나 그의 부하 유복통은 각지를 노략질하였는데, 그 군대는 10만에 달하였다. 그리고 한산동의 아들 한림아를 맞아들여 황제로 삼고 국호를 송(宋)이라 하였다.
1354년 대규모 토벌군을 이끈 토구다가 그가 강대한 군사력을 가지는 것을 두려워한 토곤 테무르에게 경질되어 살해당하자, 이것을 칸의 권력 회복과 맞바꾸어 군벌에게 의지하던 원나라의 군사력을 크게 약화시키게 되었다.
1357년 홍건적은 유복통의 인솔 아래 3개 군으로 나뉘어 대북벌을 개시하여 초반에 큰 승리를 거두기도 했으나, 원나라군의 반격과 내부 갈등으로 북벌이 좌절되면서, 홍건적 일부 세력들은 중앙의 통제를 벗어나 독자 행동을 벌이기 시작했다.
이 과정에서 관선생과 파두반의 홍건적이 원나라 여름 도읍지 별채 수도와 마찬가지였던 상도(上都)와 주변 지역을 함락시키기도 했으나 1359년 주력 부대가 주둔하던 변량(개봉)을 다시 원나라에 뺐기면서 요동으로 이동하게 되고, 급기야 원군(元軍)에게 쫓겨 고려 영토로 들어오게 되었다.
주원장이 절강의 심만삼의 재력에 도움을 받아서, 서수휘, 진우량, 장사성 등의 세력을 격파했다. 주원장은 남경을 근거지로 하여 기타 반란자들을 차례로 쓰러뜨리고 장강 유역의 화남을 통일하는 데 성공하여 1368년 난징에서 황제로 즉위하여 명나라를 건국하고 연호를 홍무라 정하니 홍무제이다. 홍무제는 건국하자마자 북벌을 개시하여 원 순제(토곤 티무르)는 대도(북경)를 버리고 북쪽으로 도망쳐 만리장성 이남의 중국은 명나라로 통일되었다. 결국 중원을 점령하고 있던 원을 북쪽으로 몰아내고 명(明)을 건국하여, 한족(漢族) 왕조를 복원시켰다.

## 홍건적의 고려 침공
홍건적들은 두 차례에 걸쳐 고려에까지 침범하였다.
1359년(공민왕 8) 음력 12월, 모거경(毛居敬)이 이끄는 4만여 명의 홍건적이 얼어 붙은 압록강을 건너 의(義)·정(靜)·인(麟)·철(鐵)의 4주(州)를 함락시키고, 이어 서경을 점령하였다. 1360년 음력 1월 하순, 고려군은 20,000명의 병력으로 서경 탈환을 시도했다. 비록 고려군 사상자가 1,000여 명에 달했지만, 홍건적은 수천 명이 전사하면서 서경을 버리고 북쪽의 용강과 함종 방면으로 퇴각했다. 그 뒤 다시 추격을 당하여 압록강을 건너 도망한 적은 300여 명에 지나지 않았다 한다.
그 뒤에는 수군으로써 황해·평안도의 해안지대를 산발적으로 노략질하다가, 1361년(공민왕 10) 음력 10월, 원나라의 대대적인 공세에 밀린 홍건적은 하북 지방으로 퇴로가 차단되자 다시 고려를 침공했다. 2차 침공의 주역은 반성(潘誠), 사류(沙劉), 관선생(關先生), 주원수(朱元帥) 등이며, 병력은 200,000명이었다. 홍건적은 음력 11월 11일에 절령(岊嶺 : 자비령) 방어선을 돌파하는 데 성공하고 수도 개경(開京)에 육박하여 왔다. 이에 공민왕 및 왕실과 정신(廷臣)은 남쪽인 복주(현재의 경상북도 안동)로 파천하게 된다. 왕가(王駕)가 이천에 도착하던 날 홍건당은 개경을 함락하고 온갖 만행을 다하였다. 그러나 홍건당은 개경 입성 후 2달간 주둔하면서 더 이상 남진을 시도하지는 않았다.
홍건적이 개경에서 특별한 움직임을 보이지 않는 중에 고려는 전국적으로 200,000명의 병력을 모병했다. 복주에 있던 공민왕은 그해 음력 12월경에 정세운을 총병관(총사령관)으로 삼았고, 정세운은 1362년 음력 1월, 동교 천수사(경기도 파주시 장단면 소재)에서 안우, 이방실, 이여경, 최영, 이성계, 김득배(金得培) 등에게 200,000명의 병력으로 개경을 포위하도록 했다. 전의가 꺾인 홍건적은 이 두 갈래 길로 개경에서 도망쳐 그대로 압록강을 건너 요동으로 후퇴했다. 고려군은 그들의 퇴로를 열어준 채 계속 추격하여 홍건적을 끊임없이 괴롭혔으며, 여름에 수장인 파두반을 사로잡는 성과를 거두기도 했다. 공민왕과 고려 조정이 개경을 떠난 이후 음력 11월 24일에 개경에 입성했다.
이성계는 휘하의 고려인 및 여진족으로 구성된 친병 조직 2,000명을 거느리고 수도 탈환 작전에 참가하였다. 그는 선봉에서 적장들에게 직접 공격을 가하여, 마침내 홍건적의 괴수 사유(沙劉)와 관선생(關先生)을 죽이고, 수도에 제일 먼저 탈환해 입성하는 큰 전공을 세워 두각을 나타냈다.
이로써 2차에 걸친 홍건적의 난은 끝나게 되었는데, 앞서 중국의 북서에서 만주 방면으로 진출한 홍건적의 무리들은 고려에서 전멸 상태에 빠지게 되었다. 그러나 이 난은 고려에도 막대한 타격을 주어 국운을 쇠퇴케 하여 고려 왕조의 멸망을 재촉하는 원인의 하나가 되기도 하였다.

## 같이 보기
- 이스파 반란
- 홍건적의 고려 침공
- 한산동
- 서수휘
- 진우량
- 명옥진
- 한림아
- 홍무제

## 참고 문헌
- 이 문서에는 다음커뮤니케이션(현 카카오)에서 GFDL 또는 CC-SA 라이선스로 배포한 글로벌 세계대백과사전의 내용을 기초로 작성된 글이 포함되어 있습니다.